# Hou Zhihui
Dans ce nom chinois, le nom de famille, Hou, précède le nom personnel.
Hou Zhihui (en chinois : 侯志慧), née le 18 mars 1997 à Guiyang, est une haltérophile chinoise, sacrée championne olympique en moins de 49 kg aux Jeux olympiques d'été de 2020 et aux Jeux olympiques d'été de 2024 à Paris.

## Carrière
Hou Zhihui évolue dans la catégorie des moins de 49 kg. Elle est triple médaillée d'or aux Championnats du monde d'haltérophilie 2018 à Ashgabat et aux Championnats d'Asie d'haltérophilie 2019 à Ningbo.
Aux Championnats du monde d'haltérophilie 2019 à Pattaya, elle obtient une médaille d'or à l'arraché et deux médailles d'argent à l'épaulé-jeté et au total.
La Chinoise obtient aux Championnats d'Asie d'haltérophilie 2020 à Tachkent deux médailles d'or, à l'arraché et au total, et une médaille de bronze à l'épaulé-jeté.
Lors du premier jour des Jeux olympiques d'été de 2020, Hou Zhihui remporte la médaille d'or en haltérophile dans la catégorie des moins de 49 kg avec un score de 210.
Elle remporte également l'or dans la même catégorie aux jeux olympiques de Paris 2024.